# 查克拉 (火影忍者)
查克拉（チャクラ，chakra），概念源自於印度瑜珈觀念中的脈輪，香港依粵語譯作卓羅，臺灣、大陸依官話譯作查克拉，在日本動漫《火影忍者》中被引用為忍者用來施展忍術、幻術、體術或製造查克拉構成的物質的基本能量。

## 查克拉的組成

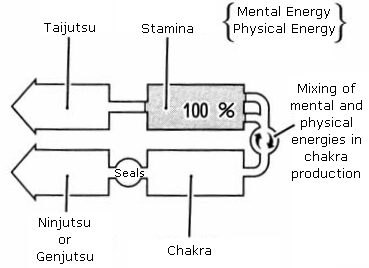
精神能量與身體能量

查克拉是由「精神能量」與「身體能量」混合製造。另外，「仙術查克拉」則是再加上存在於自然環境的「自然能量」。

### 身體能量
從人體130兆個細胞裡，一個一個細胞汲取的能量。

### 精神能量
經歷眾多修練、累積經驗而鍛鍊成的能量。

### 自然能量
存在於人體之外，也就是整個世界所蘊含的龐大能量，需與自然融為一體，也就是進入「仙人模式」，才能感受到「自然能量」的存在。

## 查克拉的形成
忍者透過結合體內兩大能量──「身體能量」與「精神能量」來製造查克拉。其中，身體能量來自組成人體的數以萬計的細胞，而精神能量是通過自身經驗以及訓練身體所累積。而在原有的查克拉再加上存在於自然環境的「自然能量」來製造仙術查克拉。

### 查克拉

查克拉的製造

查克拉就是術的來源。忍者體內的「身體能量」與「精神能量」合稱為體力，這可以在體內變換成施展術的能量來源「查克拉」。而變換的效率則會受到施術者的能力影響。如果能夠把有限的體力做出效率良好的變換，就能夠施展更多的術。
身體能量即為六道仙人所用的陽遁能量，精神能量即為六道仙人所用的陰遁能量，査克拉即是身體能量和精神能量達成平衡狀態下所生，也就是身體能量和精神能量50%+50%合成1個整體。除此之外也有所謂陽査克拉及陰査克拉，擁有幻術潛能如夕日紅、春野櫻等人被稱為有幻術才能，即是透過打破身體能量與精神能量的平衡，使査克拉的比例偏向精神能量，即被稱為陰遁。第二代水影所使用的即為陰遁，就是使用精神能量大於身體能量提煉的査克拉，稱為幻術。而木葉忍者中，使用身體能量最強的忍者為阿凱，能使用八門遁甲，阿凱開啟第七門驚門後所使用的奧義晝虎，即是發揮身體能量至極致後所產生的空壓拳，八門遁甲本身所使用的並非査克拉，而是單純的身體能量，稱為體術。
查克拉一旦生成，將會像血液循環一樣透過「經絡系統」遍及全身，並且交付於作為釋放點的「經絡系統」361個查克拉穴（像是結合金庸武俠小說的內功、內力、真氣、氣功以及中國任督二脈的穴道理論等概念）。查克拉的量越多，能使用更多的術的次數也越多，通常和忍者的體力成正比，消耗自己體內的查克拉，用得愈多會愈累。控制查克拉的技術越好，則越能避免在使用術的時候浪費查克拉。
通過進行12種不同手勢的基本「印」結印將查克拉轉換成術，可以創造出超能力，使用各式各樣的術。另外查克拉能讓身體能力一時活性化，使得忍者發揮超越常人的身體能力，甚至能於從腳部放出查克拉在牆壁、天花板、水面上等各種地形行走。

### 仙術查克拉

仙術查克拉的製造

自然環境也存在著查克拉，「自然能量」是存在於自己體外，也就是大氣與大地之中的能量。體內的精神能量、身體能量，加上外在的自然能量，利用這三種能量製造出來的查克拉就是「仙術查克拉」。「仙術」是利用精神能量、身體能量、自然能量製造出來的「仙術查克拉」而使出來的術或招式。
要學會製造仙術查克拉，先把自然能量吸入體內，是指感覺到自然能量，並且聚集到自己身邊來。再加上與大自然合而為一，就能夠控制自然能量進出自己的身體，訣竅就是「不動」。要停止身為動物的流動，並且與自然的流動調和，才能夠感覺到自然能量。先以不動的姿態冥想，透過與自然合而為一特殊感應吸引自然能量吸入體內，再以絕妙的平衡去結合精神能量、身體能量、自然能量這三種能量所產生的查克拉就是「仙術查克拉」。仙術查克拉因為會從外部得到自然能量，用得愈多不只不會累，反而能讓恢復的速度變快。
仙術查克拉是把精神能量、身體能量、自然能量這三種能量以絕妙的平衡結合在一起。如果自然能量的比例太少，就無法出製造仙術查克拉；如果太多，就會被自然能量影響而會變成青蛙等動物，若不停止則在最後會化為大自然的一部分而石化成像。能使用自然查克拉的忍者少之又少。成功把自然能量吸入體內，臉上就會出現臉譜，代表進入「仙人模式」。在「仙人模式」的狀態下，身體在各方面都會活性化，使出能夠將忍術、幻術、體術都能進行大幅度強化的「仙術」。

## 性質變化
使用忍術時，在查克拉上加入風或火等性質，就能夠得到附加效果。這種現象就稱為「性質變化」。除了基本的七種「性質變化」之外還有「血繼限界」、「血繼淘汰」、「血繼網羅」這些將兩種以上的「性質變化」組合所產生全新的「性質變化」。

### 基本的性質變化

五大性質變化：火、風、雷、土、水

成為所有忍術基礎的五大性質變化分別為火、風、雷、土、水，再加上根源屬性的陰、陽總共為七種基本的性質變化。要學會「性質變化」，必須靠個人的「資質」，一般來說，每個人都會有一種比較容易習得的「性質變化」。但是上忍等級的忍者，幾乎都已經習得兩種以上。
| 性質變化 | 特性 |
| -------- | --- |
| 火       | 能夠讓碰到的東西都起火燃燒，有如火燄般的高熱查克拉。也有能夠讓攻擊對象起火燃燒的附加效果，跟風同樣隸屬於加強攻擊型。 |
| 風       | 能夠斬斷任何東西，有如刀刃般的查克拉。能夠對特殊的忍具或術發生作用。在中、近距離時發揮最強的攻擊力。                 |
| 雷       | 容易擴散，適合與中、遠距離用的術組合。使用於金屬製的武器上，就能夠增加殺傷力加上觸電效果。                           |
| 土       | 改變萬物硬度或成份的性質。高手能夠讓術或物體有如鋼鐵般的強度，或如黏土般的柔軟。                                     |
| 水       | 適合與多彩多姿的「形態變化」組合，能夠變成霧狀隱藏行蹤，或是變成海嘯阻止敵人前進。輔助效果較佳。                     |
| 陰       | 以掌管想像的精神能量為源頭的陰遁之力……運用這種力量從無之中創造容器。                                                 |
| 陽       | 以掌管生命的身體能量為源頭的陽遁之力……運用這種力量把生命注入容器之中。                                               |

### 性質變化的判定

性質變化的判定：由左到右的變化是火、風、雷、土、水

在開始修行之前，必須先知道適合自己查克拉的「性質」到底是哪一種。一般會將查克拉注入查克拉感應紙，查看紙張的變化來確認。例如「風」就會讓紙裂開，「雷」會讓紙皺掉，變化非常明確。
| 性質變化 | 紙張的變化       |
| -------- | ---------------- |
| 火       | 會讓紙燒起來。   |
| 風       | 會讓紙裂成兩半。 |
| 雷       | 紙就會皺掉。     |
| 土       | 會讓紙碎掉。     |
| 水       | 會讓紙溼掉。     |

### 性質變化的優劣關係

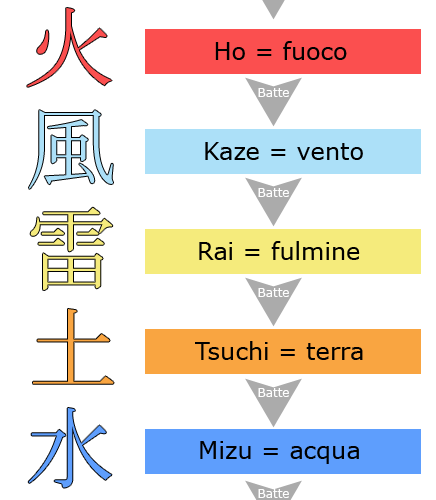
性質變化的優劣關係

在火、風、雷、土、水這五種性質變化之間，存在著優劣關係。五大性質變化的優劣關係遵循著一個環狀圖，火優於風、風優於雷、雷優於土、土優於水、水優於火。基本上同等級的術彼此對抗時，優劣關係處於較佳一方的術就會獲勝。
| 優劣關係 | 原理                     |
| -------- | ------------------------ |
| 火 → 風  | 火被風吹就會燒得更旺盛。 |
| 風 → 雷  | 風是雷的不良導體。       |
| 雷 → 土  | 雷能突破土的硬度。       |
| 土 → 水  | 土的硬度能抵擋水。       |
| 水 → 火  | 水能熄滅火。             |

### 性質變化的組合

性質變化的組合

可以將兩種以上的「性質變化」任意組合產生全新的性質變化。其中同時使用兩種性質變化產生新的性質變化必須是擁有「血繼限界」的家族才能使用的特殊能力。

#### 血繼限界
組合兩種「性質變化」來產生新的性質變化，被稱為「血繼限界」。
| 性質變化 | 組合   | 特性                                 |
| -------- | ------ | ------------------------------------ |
| 熔       | 火＋土 | 製造高溫的岩漿或速乾的水泥以及橡膠。 |
| 溶       | 土＋水 | 釋放酸性液溶溶解物體。               |
| 灼       | 風＋火 | 將碰到的物體灼燒並蒸發水分。         |
| 沸       | 水＋火 | 釋放高溫的水蒸氣。                   |
| 磁       | 風＋雷 | 賦予物體磁力並吸引具有磁性的物體。   |
| 冰       | 水＋風 | 製造冰或將物體凍結。                 |
| 爆       | 雷＋土 | 將碰到的物體爆破。                   |
| 嵐       | 雷＋水 | 具有水的柔軟性與可塑性的雷電。       |
| 木       | 水＋土 | 生成以查克拉當作生命來源的巨大樹木。 |
| 晶       | 風＋水 | 將物體結晶化。                       |
| 鋼       | 雷＋土 | 將全身硬化到有如鋼鐵。               |

#### 血繼淘汰
組合三種「性質變化」來產生新的性質變化，被稱為「血繼淘汰」。
| 性質變化 | 組合       | 特性                               |
| -------- | ---------- | ---------------------------------- |
| 塵       | 火＋風＋土 | 可以將碰觸到的對象分解成分子等級。 |

#### 血繼網羅
風、火、土、雷、水、陰、陽，綜合陰陽五行所有一切性質來產生新的性質變化，被稱為「血繼網羅」。

## 形態變化
「形態變化」是與「性質變化」並列為另一個強化忍術的方法。是讓查克拉變成忍術的「形態」，可以控制術的威力與攻擊範圍。跟「性質變化」比起來，這更能夠讓術變得更獨特。例如，「螺旋丸」可以說是「形態變化」的極致。
與「性質變化」組合之後，能夠讓術變得更強。例如，千鳥是讓查克拉透過「性質變化」變成電流，再透過「形態變化」讓查克拉像以放電的方式釋放出來，藉此決定攻擊的威力與範圍。

## 查克拉的修行
为了学习塑造和控制脉轮，使用两个基本训练，这是对战斗中使用的技巧的补充，以成为更好的忍者。

### 爬樹修行
这是针对所有忍者的基本脉轮训练类型，它是基于在没有任何形式帮助的情况下垂直爬升而仅利用脉轮，将其累积在脚底（或手掌）中，并使其吸收您想要爬升时的材料与它联系。它包括两个阶段或步骤：首先，必须在脚或手中积累一定量的脉轮（由于脚是最难以集中脉轮的位置，因此可以使训练水平更高）。第二，始终保持该脉轮循环。在第一个阶段中，用户处理必要的脉轮提取，在第二个阶段中，如在战斗中那样，保持恒定的造型。另一方面，如果大量的脉轮集中，则排斥使用者，如果非常弱，则不能进行吸收并且没有作用，这就是为什么必须获得均匀的脉轮的原因。通过这种培训，用户不仅学会控制脉轮，而且还获得了用双手和脚将脉轮粘附到任何表面的能力。

### 水面步行修行
基本的脉轮训练，一旦掌握垂直步行训练，就会学到这一点。在这种情况下，脉轮通常被悬挂在水面上，它是基于将脉轮集中在身体的任何部位，然后必须不断将适量的脉轮发送到水中并进行调节，以使身体保持平衡并漂浮。与上一个一样，通常使用脚，因为这是模制脉轮最困难的地方。与上一个相同，它包括两个阶段：第一个阶段积累脉轮，第二个阶段保持脉轮恒定。该培训旨在学习通过发射恒定量的脉轮来控制脉轮，这在许多柔道中都很有用；另外，获得悬浮在任何液体上的能力。

### 性質變化的修行
要學會「性質變化」，必須依照性質的不同進行修行。

#### 風的性質變化
必須依照第一階段「強化性質」、第二階段「增大變化量」、第三階段「與術融合」這三個階段修行。
| 修行階段 | 修行目標               | 修行方法                                       |
| -------- | ---------------------- | ---------------------------------------------- |
| 第一階段 | 強化「性質變化」       | 在葉子切成兩半之前，必須持續注入風的查克拉。   |
| 第二階段 | 增大瞬間的變化量       | 為了增加瞬間放出的查克拉，進行切開瀑布的修行。 |
| 第三階段 | 將「性質變化」與術組合 | 難度最高的「與術組合」是最後的階段。           |

### 形態變化的修行
施術者的靈感與鍛鍊，能夠改變忍術的外型。

#### 螺旋丸
「旋轉」、「威力」、「維持」，這三種修行是螺旋丸的基本原理，讓查克拉在手中旋轉。因為讓高密度的查克拉集中在一點的關係，在修行時會對經絡系統造成極大的負荷。
| 修行階段 | 修行目標 | 修行方法                                       |
| -------- | -------- | ---------------------------------------------- |
| 第一階段 | 旋轉     | 用查克拉讓水球裡的水旋轉，並且弄破水球的修行。 |
| 第二階段 | 威力     | 用旋轉的威力弄破像皮球的修行。                 |
| 第三階段 | 維持     | 將旋轉的威力壓縮到最大極限，並且維持住的修行。 |

## 查克拉的旋轉
製造查克拉的時候必須混合精神能量精神與身體能量，會潛意識地讓能量在體內旋轉來製造查克拉。查克拉根據其流動方向有兩種旋轉形式，即左旋轉與右旋轉。一個人可以透過自己頭髮生長的方向得知查克拉的旋轉方向，也就是說，如果查克拉的旋轉方向與頭髮生長的方向是一樣就是正確的旋轉，反之亦然。如果讓查克拉的旋轉方向與自己所適合的方向相反，查克拉的流動就會斷斷續續互相干擾，進而影響到術的施放與威力。

## 經絡系統

經絡系統

就像有血液流動的血管一樣遍佈全身，讓查克拉能夠抵達身體各個角落的管道為經絡，加上361個查克拉穴的穴道一起被稱為「經絡系統」。因為和聚集體內查克拉的內臟緊接在一起，所以受到攻擊時，內臟也會受傷。
總共有361個大小與針孔差不多的查克拉穴是釋放查克拉的穴道，通常在人體器官中的循環系統與四肢分佈更多。如果被「點穴」就會讓查克拉停止流動或增幅。除了利用「白眼」之外，無法被肉眼看見。

### 八門遁甲

八門

除了經脈和风道之外，循环系统中还有所谓的八门门（Hachimon tonkou）（分布在脉轮产生的特定位置），无非是一组导管和脉轮点，目的是不断控制脉轮穿过身体。如果强制执行此控制，则身体将处于极限状态，为用户提供其力量的10倍，换句话说，当使用这些单元时，这些单元开始产生比正常情况更多的能量，从而增加力量，感觉，速度，执行忍术的效率，并且治愈的能力增强，但是代價是细胞倾向于退化，如果打开8门，则该人死亡。该系列中仅有麥特凱，洛克李和卡卡西曾經使用過。这些首次出现是在中忍考试中；在洛克李与我愛羅的战斗中。
| 順序 | 門   | 功能 |
| ---- | ---- | --- |
| 1    | 開門 | 第一扇门：它通过释放大量的脉轮释放其控制权，直接作用于大脑，也就是说，消除了阻止使用100％的肌肉力的限制力，从而使肌肉得到最大程度的利用，从而获得速度和力量。                      |
| 2    | 休門 | 第二道门：作用在细胞上，增加使用者的脉轮，从而补充或增加使用者的能量。 |
| 3    | 生門 | 第三闸门：通过提高感知信息的速度和分析能力来影响大脑，即提高感知力和反应速度。作为副作用，由于血液中的大量氧气，使用者的皮肤会变红。                                               |
| 4    | 傷門 | 第四道门：肺部被迫提高呼吸频率，增加体内氧气。 |
| 5    | 杜門 | 第五道门：从使用者处释放出绿色的脉轮，愈合并再生细胞。 |
| 6    | 景門 | 第六道门：它消耗使用者的蛋白质和脂肪，将其转化为能量，无用的资源被排出，更高效率利用能量。                                                                                         |
| 7    | 驚門 | 第七道闸门：清除死亡、无用或被感染的细胞，清除整个身体上的任何“邪恶”，从而更高效率利用能量。使用者打开它时，由于身体散发出的大量能量和热量，身体会分泌出蓝色汗液，该汗液立即蒸发。 |
| 8    | 死門 | 第八道闸门：释放该闸门时，心脏会增加其搏动频率，增加血液的速度，这会给使用者带来巨大的力量，但是肌肉會被完全肢解。                                                                 |